# Blackburneus cavidomus
Blackburneus cavidomus är en skalbaggsart som beskrevs av Brown 1927. Blackburneus cavidomus ingår i släktet Blackburneus och familjen Aphodiidae. Inga underarter finns listade.